# Elacatis sinuatus
Elacatis sinuatus is een keversoort uit de familie platsnuitkevers (Salpingidae). De wetenschappelijke naam van de soort werd in 1952 gepubliceerd door Maurice Pic.